# 뉴질랜드의 문화

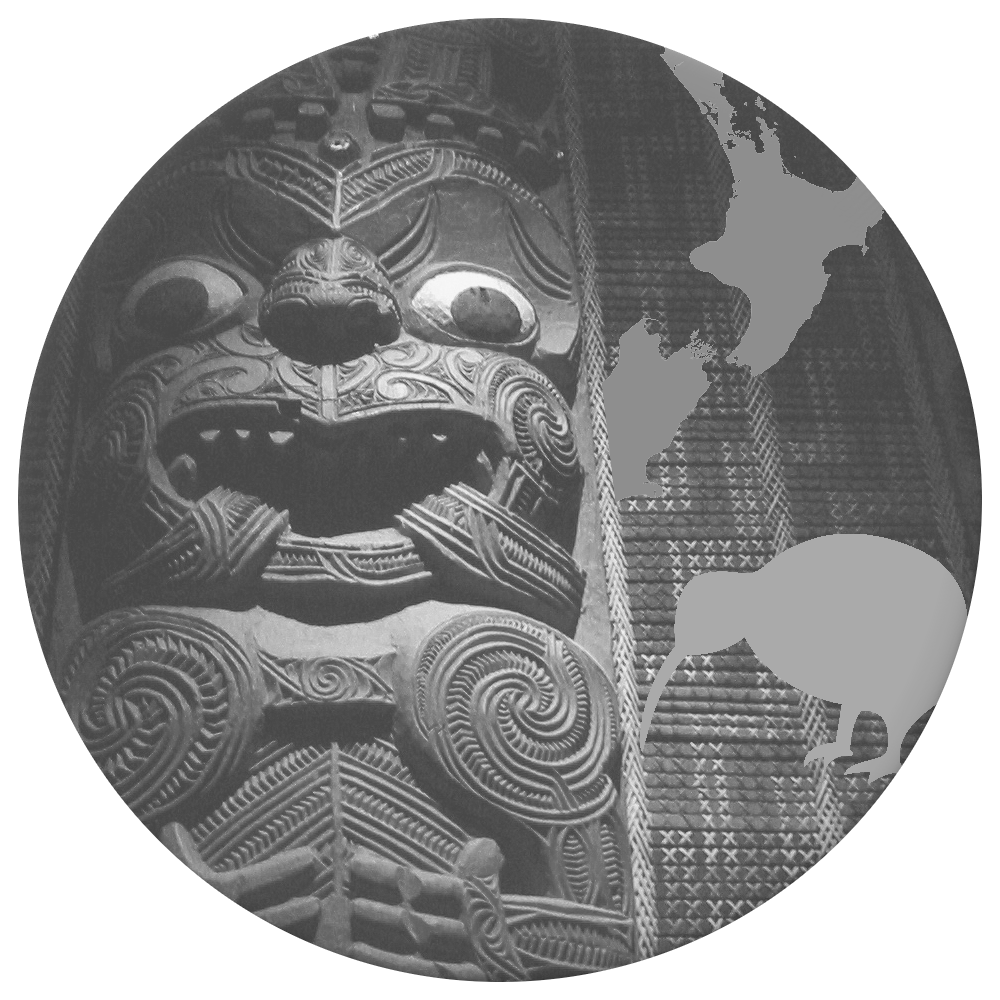
뉴질랜드의 문화를 상징하는 대표적인 것들. 마오리의 석상, 북섬 지도, 그리고 키위새. 뉴질랜드 고유의 문화를 통칭해서 키위아나라고 부르기도 한다.

뉴질랜드의 문화는 토착 마오리, 식민지 시대의 영국, 그리고 다른 문화적 영향들의 종합체로, 뉴질랜드에서 발전해온 문화를 가리킨다. 이 나라의 초기 주민들은 폴리네시아에서 언어와 관습을 가져왔으며, 수 세기의 고립 동안 그들만의 마오리와 모리오리 문화를 발전시켰다. 19세기 영국 식민자들은 서구 문화를 도입하며, 토착 주민들에게 큰 영향을 미쳤고, 서구 종교 전통과 영어를 널리 퍼뜨렸다. 시간이 흐르며, 독특한 파케하(Pākehā) 또는 유럽식 뉴질랜드 문화가 형성되었다.
최근에는 태평양, 동아시아, 남아시아에서 이민이 증가하면서 뉴질랜드의 문화적 다양성이 더욱 확대되었다. 뉴질랜드에서 지배적인 문화적 영향은 여전히 서구 문화이며, 민주주의와 평등주의에 강한 중점을 둔다. 마오리 문화는 여전히 국가 정체성의 중요한 부분을 차지하고 있으며, 마오리어와 전통을 인정하고 존중하기 위한 지속적인 노력이 이루어지고 있다.

## 문화

### 마오리 문화
마오리는 뉴질랜드의 토착 주민이다. 그들은 동부 폴리네시아 제도에서 온 정착민들로, 1250년과 1300년 사이에 여러 차례 카누 항해를 통해 뉴질랜드에 도착했다. 마오리들은 섬에 정착하여 수백 년에 걸쳐 독특한 문화를 발전시켰다. 구전 역사에 따르면, 마오리들은 하와이키(열대 폴리네시아에 있는 신화적인 고향)에서 대형 해양 카누(와카)를 타고 긴 여정을 거쳐 뉴질랜드에 도착했다고 전해진다. 마오리 신화는 일부 폴리네시아 모티프를 공유하는 독특한 신들과 영웅들의 이야기로 구성되며, 중요한 인물로는 랑기누이와 파파투아누쿠, 마우이, 쿠페 등이 있다.
많은 문화 행사에서 중심이 되는 장소는 마라에로, 여기서 가족과 부족들이 포휘리(환영 의식)나 탕기(장례식)와 같은 특별한 행사에 모인다. 마오리 사람들은 종종 자신들을 "땅의 사람들"이라는 뜻의 "탕아타 웬우아"라고 부르며, 특히 땅과 바다와 연결된 생활 방식을 중요하게 여긴다.
마오리의 독특한 가치관, 역사, 세계관은 하카(전통 춤), 타 모코(문신), 와이아타(음악), 조각, 직조, 포이와 같은 전통 예술과 기술을 통해 표현된다. 또한, 타푸(금기 또는 신성함을 의미하는 개념)는 마오리 문화에서 중요한 요소로, 물건, 사람, 심지어 산에도 적용된다.

### 파케하 문화
파케하(Pākehā) 문화(보통 뉴질랜드 유럽 문화와 동의어로 사용됨)는 주로 19세기에 뉴질랜드를 식민지화한 유럽(대부분 영국) 정착민들의 문화에서 유래되었다. 유럽인들은 1855년부터 뉴질랜드로 점점 더 많이 이주하기 시작했다. 1840년 와이탕이 조약은 뉴질랜드에 영국식 통치를 수립하는 기초가 되었다. 1852년 뉴질랜드는 자체 의회 설립과 함께 부분적인 자치권을 가지게 되었다. 1863년과 1864년 사이에는 마오리족과 유럽 정착민들 사이에 갈등이 있었으며, 전쟁에서 패배한 부족들로부터 토지가 몰수되었다.
1950년대까지 많은 파케하들은 자신을 영국인으로 생각했고, '모국 영국'과 강한 문화적 유대를 유지했다. 그러나 뉴질랜드에서 태어난 사람들은 영국인들보다 신체적으로 더 강하고 적응력이 뛰어나다는 일반적인 인식이 있었다. 초기 뉴질랜드인들 대부분은 농촌에서 생활했으며, 이로 인해 뉴질랜드인들은 강인하고, 부지런한 문제 해결사로 여겨졌다. 파케하 문화의 또 다른 독특한 특징은 영국의 계급 제도와는 반대되는 평등주의 전통이었다.  파케하 문화 내에는 아일랜드, 이탈리아 및 기타 유럽 그룹에서 유래된 하위 문화뿐만 아니라 다양한 비민족적 하위 문화도 존재한다.
1980년대의 파케하 반인종차별 단체들의 목표 중 하나는 파케하들이 자신들의 문화를 인식하고, 자신들이 하는 일이 정상적이고 다른 사람들의 문화가 '민족적'이고 이상하다고 생각하는 대신 자신의 문화를 보는 법을 배우게 하는 것이었다. 일부는 뉴질랜드에서 '문화의 부재'에 대한 믿음이 백인 특권의 증상이라고 주장하며, 지배적인 그룹의 구성원들이 자신들의 문화를 '정상' 또는 '기본값'으로 여기고, 상대적으로 유리한 위치로서 특정한 문화적 입장을 인식하지 못하게 한다고 말한다.
1980년대부터 파케하들은 자신들의 독특한 전통을 더 탐구하기 시작했고, 뉴질랜드인들이 마오리족도 영국인도 아닌 고유한 문화를 가지고 있다고 주장했다. 이 시기에는 뉴질랜드의 유산에서 상징적인 키위 요소로 여겨지는 물품들인 '키위아나(Kiwiana)'에 대한 관심이 생겨났다. 예를 들어, 뉴질랜드 크리스마스 트리로 불리는 포후투카와(pōhutukawa), 파우아 조개 재떨이, 버지비(Buzzy Bee), 파인애플 럼프(Pineapple Lumps), 장화(gumboots), 슬리퍼(jandals) 등이 그 예시다.